# Cicala
Cicala ist eine italienische Gemeinde mit 851 Einwohnern (Stand 31. Dezember 2023) in der Provinz Catanzaro, Region Kalabrien.
Das Gebiet der Gemeinde liegt auf einer Höhe von 837 m über dem Meeresspiegel und umfasst eine Fläche von 9 km². Die Nachbargemeinden sind Carlopoli, Fossato Serralta, Gimigliano und Sorbo San Basile. Cicala liegt 30 km nordwestlich von Catanzaro.
Der Ort entstand um 1600, der genaue Zeitpunkt der Ortsgründung ist heute nicht mehr feststellbar. Die Einwohner leben hauptsächlich von der Holzwirtschaft.